# La parata dell'impossibile
La parata dell'impossibile (Where Do We Go from Here?) è un film del 1945 diretto da Gregory Ratoff e, non accreditato, George Seaton.
È un musical statunitense a sfondo fantastico sul tema del genio della lampada e dei viaggi nel tempo. Vede come interpreti principali Fred MacMurray, Joan Leslie, Anthony Quinn e Gene Sheldon.

## Trama
Bill Morgan scopre un'antica lampada di ottone e dopo averla strofinata compare il genio Alì. Bill chiede al genio tre desideri. Il primo è quello di far parte dell'esercito degli Stati Uniti e viene mandato indietro nel tempo durante la guerra d'indipendenza. In seguito diventa parte dell'equipaggio della nave di Cristoforo Colombo per il suo viaggio inaugurale verso il nuovo mondo. Alla fine si ritrova catapultato nel XVIII secolo.

## Produzione
Il film, diretto da Gregory Ratoff e, non accreditato, George Seaton su una sceneggiatura di Morrie Ryskind, con il soggetto dello stesso Ryskind e di Sig Herzig, fu prodotto da William Perlberg per la Twentieth Century Fox e girato nei 20th Century Fox Studios a Century City in California. Il film doveva originariamente essere diretto da Walter Lang e doveva vedere Michael O'Shea nel ruolo di Bill Morgan e Stanley Prager nel ruolo di Ali.

## Colonna sonora
- The Nina, the Pinta, the Santa Maria - musica di Kurt Weill, parole di Ira Gershwin, cantata da Carlos Ramírez e dal coro
- If Love Remains - musica di Kurt Weill, parole di Ira Gershwin, cantata da Fred MacMurray e Joan Leslie (doppiata in originale da Sally Sweetland)
- Yankee Doodle - tradizionale
- 1776 Boogie - musica di David Raksin
- All at Once - musica di Kurt Weill, parole di Ira Gershwin
- Morale - musica di Kurt Weill, parole di Ira Gershwin
- Song of the Rhineland - musica di Kurt Weill, parole di Ira Gershwin

## Distribuzione
Il film fu distribuito con il titolo Where Do We Go from Here? negli Stati Uniti dal 23 maggio 1945 al cinema dalla Twentieth Century Fox.
Altre distribuzioni:
- in Svezia il 13 maggio 1946 (Luft i luckan)
- in Portogallo il 24 giugno 1946 (A Lâmpada Maravilhosa)
- in Brasile (Fantasia de Amor)
- in Italia (La parata dell'impossibile)

## Critica
Secondo il Morandini il film è una "favola garbata, piena di colori nei costumi e nelle scene, arricchita di battute spiritose". Morandini segnala inoltre le canzoni di Gershwin e di Kurt Weill.